# Aeropuerto Internacional Madre Teresa
El Aeropuerto Internacional Madre Teresa (en albanés: Aeroporti Nënë Tereza) (IATA: TIA, OACI: LATI), también conocido como Aeropuerto Internacional de Tirana o como Aeropuerto Internacional de Rinas, debido a su ubicación a 25 km al noroeste de Tirana, en la villa de Rinas (en albanés: Rinasi) es el único aeropuerto internacional de Albania. El aeropuerto fue renombrado en 2001 en homenaje a la Madre Teresa, quien fue descendiente de albaneses.
El equipamiento del aeropuerto ha sido modernizado considerablemente, tras una inversión del consorcio Tirana International Airport SHPK, el cual tomó el control del aeropuerto el 23 de abril de 2005, tras adjudicarse una concesión por un período de veinte años. El contrato de concesión contempla la construcción de una terminal de pasajeros completamente nueva y diversas mejoras en la infraestructura, incluyendo la construcción de una nueva ruta de acceso. Las nuevas obras mejorarán de manera significativa los servicios ofrecidos a los pasajeros. Sin embargo, el aeropuerto carece de puentes de embarque que permiten a los pasajeros embarcar y desembarcar a los aviones sin necesidad de salir de la terminal. Con estas mejoras, el aeropuerto tendrá la capacidad de absorber el tráfico de pasajeros de Albania durante los próximos 10-15 años.

## Aerolíneas y destinos

### Destinos internacionales
| Ciudades por países       | Nombre del aeropuerto                                   | Aerolíneas | Aeronaves             | Frecuencias semanales |        |
| África                    | África                                                  | África | África                | África                | África |
| ------------------------- | ------------------------------------------------------- | --- | --------------------- | --------------------- | ------ |
| Túnez                     |                                                         | |                       |                       |        |
| Túnez                     | Aeropuerto Internacional de Túnez-Cartago               | Tunisair (Chárter estacional) |                       |                       |        |
| Asia                      |                                                         | |                       |                       |        |
| Arabia Saudita            |                                                         | |                       |                       |        |
| Riad                      | Aeropuerto Internacional Rey Khalid                     | Flynas (Estacional) | A32x                  |                       |        |
| Baréin                    |                                                         | |                       |                       |        |
| Manama                    | Aeropuerto Internacional de Baréin                      | Gulf Air (Chárter estacional) |                       |                       |        |
| Egipto                    |                                                         | |                       |                       |        |
| Sharm el-Sheij            | Aeropuerto Internacional de Sharm el-Sheij              | Air Cairo (Chárter estacional) | A32x                  |                       |        |
| EAU                       |                                                         | |                       |                       |        |
| Abu Dabi                  | Aeropuerto Internacional Zayed                          | Wizz Air Abu Dhabi (Estacional) | A321x                 |                       |        |
| Dubái                     | Aeropuerto Internacional de Dubái                       | flydubai | B737                  |                       |        |
| Israel                    |                                                         | |                       |                       |        |
| Tel Aviv                  | Aeropuerto Internacional Ben Gurión                     | Israir Airlines (Estacional) | A320-232              |                       |        |
| Kuwait                    |                                                         | |                       |                       |        |
| Ciudad de Kuwait          | Aeropuerto Internacional de Kuwait                      | Jazeera Airways (Estacional) | A32x                  |                       |        |
| Omán                      |                                                         | |                       |                       |        |
| Mascate                   | Aeropuerto Internacional de Seeb                        | SalamAir | A32x                  |                       |        |
| Turquía                   |                                                         | |                       |                       |        |
| Ankara                    | Aeropuerto de Ankara-Esenboğa                           | Air Albania (Estacional) | A3xxceo               |                       |        |
| Antalya                   | Aeropuerto de Antalya                                   | Corendon Airlines (Chárter estacional) Freebird Airlines (Chárter estacional) Pegasus Airlines (Estacional) (inicia 3 de junio de 2024) SunExpress (Estacional) | B737 A32xceo B737     |                       |        |
| Bodrum                    | Aeropuerto de Milas-Bodrum                              | Freebird Airlines (Chárter estacional) | A32xceo               |                       |        |
| Esmirna                   | Aeropuerto de Esmirna-Adnan Menderes                    | Air Albania (Estacional) (inicia 7 de abril de 2024) SunExpress (Estacional) (inicia 4 de junio de 2024)                                                        | A3xxceo B737          |                       |        |
| Estambul                  | Aeropuerto de Estambul                                  | Air Albania Pegasus Airlines Turkish Airlines | A3xxceo               |                       |        |
| Europa                    |                                                         | |                       |                       |        |
| Alemania                  |                                                         | |                       |                       |        |
| Berlín                    | Aeropuerto de Berlín-Brandeburgo Willy Brandt           | Wizz Air | A32x                  |                       |        |
| Colonia/Bonn              | Aeropuerto de Colonia/Bonn                              | Eurowings Wizz Air | A32x                  |                       |        |
| Dortmund                  | Aeropuerto de Dortmund                                  | Wizz Air | A32x                  |                       |        |
| Düsseldorf                | Aeropuerto Internacional de Düsseldorf                  | Eurowings |                       |                       |        |
| Fráncfort del Meno        | Aeropuerto de Fráncfort del Meno                        | Lufthansa |                       |                       |        |
| Hahn                      | Aeropuerto de Fráncfort-Hahn                            | Wizz Air | A32x                  |                       |        |
| Hamburgo                  | Aeropuerto de Hamburgo                                  | Wizz Air | A32x                  |                       |        |
| Karlsruhe                 | Aeropuerto de Karlsruhe-Baden Baden                     | Wizz Air | A32x                  |                       |        |
| Leipzig                   | Aeropuerto de Leipzig/Halle                             | Wizz Air (inicia 30 de septiembre de 2024) | A32x                  |                       |        |
| Memmingen                 | Aeropuerto de Memmingen                                 | Wizz Air | A32x                  |                       |        |
| Múnich                    | Aeropuerto Internacional de Múnich-Franz Josef Strauss  | Lufthansa |                       |                       |        |
| Núremberg                 | Aeropuerto de Núremberg                                 | Wizz Air | A32x                  |                       |        |
| Stuttgart                 | Aeropuerto de Stuttgart                                 | Eurowings |                       |                       |        |
| Weeze                     | Aeropuerto de Baja Renania                              | Ryanair | B737                  |                       |        |
| Austria                   |                                                         | |                       |                       |        |
| Viena                     | Aeropuerto de Viena                                     | Austrian Airlines Ryanair (inicia 31 de marzo de 2024) Wizz Air                                                                                                 | B737 A32x             |                       |        |
| Bélgica                   |                                                         | |                       |                       |        |
| Bruselas                  | Aeropuerto de Bruselas-National                         | TUI fly Belgium |                       |                       |        |
| Charleroi                 | Aeropuerto de Charleroi Bruselas-Sur                    | Ryanair Wizz Air | B737 A32x             |                       |        |
| Bosnia y Herzegovina      |                                                         | |                       |                       |        |
| Sarajevo                  | Aeropuerto Internacional de Sarajevo                    | Air Montenegro (Chárter estacional) |                       |                       |        |
| Croacia                   |                                                         | |                       |                       |        |
| Zagreb                    | Aeropuerto de Zagreb-Pleso                              | Croatia Airlines (inicia 14 de junio de 2024) |                       |                       |        |
| Dinamarca                 |                                                         | |                       |                       |        |
| Copenhague                | Aeropuerto de Copenhague-Kastrup                        | Norwegian (Estacional) SAS (Estacional) (inicia 2 de julio de 2024)                                                                                             | B737                  |                       |        |
| Eslovaquia                |                                                         | |                       |                       |        |
| Bratislava                | Aeropuerto de Bratislava                                | SmartWings (Chárter estacional) |                       |                       |        |
| España                    |                                                         | |                       |                       |        |
| Barcelona                 | Aeropuerto Josep Tarradellas Barcelona-El Prat          | Wizz Air | A32x                  |                       |        |
| Bilbao                    | Aeropuerto de Bilbao                                    | SmartWings (Chárter estacional) |                       |                       |        |
| Madrid                    | Aeropuerto Adolfo Suárez Madrid-Barajas                 | Air Europa (planes de inicio) Iberia Wizz Air | 7x7 A3xx A32x         |                       |        |
| Valencia                  | Aeropuerto de Valencia                                  | Wizz Air (inicia 15 de junio de 2024) | A32x                  |                       |        |
| Francia                   |                                                         | |                       |                       |        |
| Beauvais                  | Aeropuerto de Beauvais Tillé                            | Ryanair Wizz Air | B737 A32x             |                       |        |
| Lyon                      | Aeropuerto de Lyon-Saint Exupéry                        | Transavia France (Estacional) (inicia 12 de abril de 2024) Wizz Air                                                                                             | B737-800 A32x         |                       |        |
| Marsella                  | Aeropuerto de Marsella-Provenza                         | Ryanair (inicia 1 de abril de 2024) | B737                  |                       |        |
| Niza                      | Aeropuerto Internacional de Niza-Costa Azul             | Wizz Air (Estacional) | A32x                  |                       |        |
| París                     | Aeropuerto de París-Charles de Gaulle                   | Air France (Estacional) |                       |                       |        |
| París                     | Aeropuerto de París-Orly                                | Transavia France |                       |                       |        |
| Grecia                    |                                                         | |                       |                       |        |
| Atenas                    | Aeropuerto Internacional Eleftherios Venizelos          | Aegean Airlines Wizz Air | A32x                  |                       |        |
| Heraclión                 | Aeropuerto Internacional de Heraclión Nikos Kazantzakis | Aegean Airlines (Estacional) | A32x                  |                       |        |
| Rodas                     | Aeropuerto Internacional de Rodas-Diágoras              | Aegean Airlines (Estacional) (reinicia 5 de junio de 2024) | A32x                  |                       |        |
| Hungría                   |                                                         | |                       |                       |        |
| Budapest                  | Aeropuerto de Budapest-Ferenc Liszt                     | Ryanair SmartWings (Chárter estacional) Wizz Air | B737 A32x             |                       |        |
| Italia                    |                                                         | |                       |                       |        |
| Ancona                    | Aeropuerto de Ancona-Falconara                          | Albawings (Estacional) Wizz Air | B737-400 A32x         |                       |        |
| Bari                      | Aeropuerto de Bari-Palese                               | Ryanair (inicia 31 de marzo de 2024) Wizz Air | B737 A32x             |                       |        |
| Bérgamo                   | Aeropuerto de Bérgamo-Orio al Serio                     | Ryanair Wizz Air | B737 A32x             |                       |        |
| Bolonia                   | Aeropuerto de Bolonia                                   | Air Albania (reinicia 2 de abril de 2024) Ryanair Wizz Air | A3xxceo B737 A32x     |                       |        |
| Brindisi                  | Aeropuerto de Brindisi                                  | Wizz Air | A32x                  |                       |        |
| Catania                   | Aeropuerto de Catania-Fontanarossa                      | Ryanair Wizz Air | B737 A32x             |                       |        |
| Florencia                 | Aeropuerto de Florencia                                 | Albawings (Estacional) | B737-400              |                       |        |
| Génova                    | Aeropuerto de Génova                                    | Albawings (Estacional) Wizz Air | B737-400 A32x         |                       |        |
| Milán                     | Aeropuerto de Milán-Malpensa                            | Air Albania Wizz Air | A3xxceo A32x          |                       |        |
| Nápoles                   | Aeropuerto de Nápoles-Capodichino                       | Wizz Air | A32x                  |                       |        |
| Perugia                   | Aeropuerto de la Umbría–Perugia                         | Albawings (Estacional) Wizz Air | B737-400 A32x         |                       |        |
| Pescara                   | Aeropuerto de Pescara-Abruzzo                           | Wizz Air | A32x                  |                       |        |
| Pisa                      | Aeropuerto de Pisa                                      | Air Albania (reinicia 31 de marzo de 2024) Ryanair Wizz Air | A3xxceo B737 A32x     |                       |        |
| Reggio de Calabria        | Aeropuerto de Reggio di Calabria                        | Ryanair (inicia 27 de abril de 2024) | B737                  |                       |        |
| Rimini                    | Aeropuerto de Rimini                                    | Wizz Air | A32x                  |                       |        |
| Roma                      | Aeropuerto de Roma-Ciampino                             | Ryanair | B737                  |                       |        |
| Roma                      | Aeropuerto de Roma-Fiumicino                            | ITA Airways Wizz Air | A A32x                |                       |        |
| Treviso                   | Aeropuerto de Sant'Angelo Treviso                       | Ryanair Wizz Air | B737 A32x             |                       |        |
| Trieste                   | Aeropuerto de Trieste - Friuli Venezia Giulia           | Wizz Air | A32x                  |                       |        |
| Turín                     | Aeropuerto de Turín-Caselle                             | Wizz Air | A32x                  |                       |        |
| Venecia                   | Aeropuerto Internacional Marco Polo                     | Albawings (Estacional) Wizz Air | B737-400 A32x         |                       |        |
| Verona                    | Aeropuerto de Verona-Villafranca                        | Air Albania (reinicia 31 de marzo de 2024) Albawings (Estacional) Wizz Air                                                                                      | A3xxceo B737-400 A32x |                       |        |
| Letonia                   |                                                         | |                       |                       |        |
| Riga                      | Aeropuerto de Riga                                      | AirBaltic (Estacional) (inicia 2 de mayo de 2024) Buzz (Chárter estacional)                                                                                     | A220-371 B737         |                       |        |
| Lituania                  |                                                         | |                       |                       |        |
| Vilna                     | Aeropuerto de Vilna                                     | Buzz (Chárter estacional) | B737                  |                       |        |
| Noruega                   |                                                         | |                       |                       |        |
| Oslo                      | Aeropuerto de Oslo-Gardermoen                           | Norwegian (Estacional) | B737                  |                       |        |
| Sandefjord                | Aeropuerto de Sandefjord-Torp                           | Wizz Air (Estacional) | A32x                  |                       |        |
| Países Bajos              |                                                         | |                       |                       |        |
| Ámsterdam                 | Aeropuerto de Ámsterdam-Schiphol                        | Transavia |                       |                       |        |
| Eindhoven                 | Aeropuerto de Eindhoven                                 | Wizz Air | A32x                  |                       |        |
| Polonia                   |                                                         | |                       |                       |        |
| Breslavia                 | Aeropuerto de Breslavia-Copérnico                       | Buzz (Chárter estacional) Enter Air (Chárter estacional) SmartWings (Chárter estacional) Wizz Air (Estacional)                                                  | B737 A32x             |                       |        |
| Cracovia                  | Aeropuerto de Cracovia-Juan Pablo II                    | Buzz (Chárter estacional) Ryanair Wizz Air | B737 A32x             |                       |        |
| Gdansk                    | Aeropuerto de Gdańsk-Lech Wałęsa                        | Enter Air (Chárter estacional) SmartWings (Chárter estacional) Wizz Air (Estacional)                                                                            | B737 A32x             |                       |        |
| Katowice                  | Aeropuerto Internacional de Katowice                    | Buzz (Chárter estacional) Enter Air (Chárter estacional) LOT Polish Airlines (Chárter estacional) SmartWings (Chárter estacional) Wizz Air (Estacional)         | B737 A32x             |                       |        |
| Nowy Dwór Mazowiecki      | Aeropuerto de Varsovia-Modlin                           | Ryanair | B737                  |                       |        |
| Poznan                    | Aeropuerto de Poznan-Ławica                             | Buzz (Chárter estacional) SmartWings (Chárter estacional) Wizz Air (Estacional)                                                                                 | B737 A32x             |                       |        |
| Radom                     | Aeropuerto de Varsovia-Radom                            | LOT Polish Airlines (Estacional) |                       |                       |        |
| Rzeszów                   | Aeropuerto de Rzeszów                                   | SmartWings (Chárter estacional) |                       |                       |        |
| Varsovia                  | Aeropuerto de Varsovia-Chopin                           | Enter Air (Chárter estacional) LOT Polish Airlines SmartWings (Chárter estacional) Wizz Air                                                                     | B737 A32x             |                       |        |
| Portugal                  |                                                         | |                       |                       |        |
| Lisboa                    | Aeropuerto de Lisboa                                    | Air Albania (Chárter estacional) TAP Air Portugal | A3xxceo               |                       |        |
| Oporto                    | Aeropuerto de Oporto-Francisco Sá Carneiro              | Air Albania (Chárter estacional) | A3xxceo               |                       |        |
| Reino Unido               |                                                         | |                       |                       |        |
| Birmingham                | Aeropuerto de Birmingham                                | Ryanair (inicia 31 de marzo de 2024) | B737                  |                       |        |
| Bristol                   | Aeropuerto de Bristol                                   | Ryanair (inicia 2 de abril de 2024) | B737                  |                       |        |
| Edimburgo                 | Aeropuerto de Edimburgo                                 | Ryanair | B737                  |                       |        |
| Londres                   | Aeropuerto de Londres-Heathrow                          | British Airways |                       |                       |        |
| Londres                   | Aeropuerto de Londres-Luton                             | Wizz Air | A32x                  |                       |        |
| Londres                   | Aeropuerto de Londres-Stansted                          | Ryanair | B737                  |                       |        |
| Mánchester                | Aeropuerto de Mánchester                                | Ryanair | B737                  |                       |        |
| República Checa           |                                                         | |                       |                       |        |
| Brno                      | Aeropuerto de Brno-Tuřany                               | Air Montenegro (Chárter estacional) SmartWings (Chárter estacional)                                                                                             |                       |                       |        |
| Praga                     | Aeropuerto de Praga                                     | Ryanair SmartWings (Estacional) Wizz Air | B737 A32x             |                       |        |
| Rumania                   |                                                         | |                       |                       |        |
| Bucarest                  | Aeropuerto Internacional de Bucarest-Henri Coandă       | Ryanair Wizz Air | B737 A32x             |                       |        |
| Serbia                    |                                                         | |                       |                       |        |
| Belgrado                  | Aeropuerto de Belgrado-Nikola Tesla                     | Air Serbia |                       |                       |        |
| Suecia                    |                                                         | |                       |                       |        |
| Estocolmo                 | Aeropuerto de Estocolmo-Arlanda                         | Ryanair SAS (Estacional) (inicia 3 de julio de 2024) | B737                  |                       |        |
| Estocolmo                 | Aeropuerto de Estocolmo-Skavsta                         | Wizz Air | A32x                  |                       |        |
| Malmö                     | Aeropuerto de Malmö                                     | Wizz Air (Estacional) | A32x                  |                       |        |
| Suiza                     |                                                         | |                       |                       |        |
| Ginebra                   | Aeropuerto Internacional de Ginebra                     | easyJet Switzerland (Estacional) | A3xx                  |                       |        |
| Zúrich                    | Aeropuerto Internacional de Zúrich                      | Swiss |                       |                       |        |
| Suiza Francia Alemania    |                                                         | |                       |                       |        |
| Basilea/Mulhouse/Friburgo | Aeropuerto de Basilea-Mulhouse-Friburgo                 | Wizz Air | A32x                  |                       |        |

## Estadísticas
Ver fuente y consulta Wikidata.